# Ivry-la-Bataille
Ivry-la-Bataille ist eine französische Gemeinde mit 2640 Einwohnern (Stand 1. Januar 2022) im Département Eure in der Region Normandie. Sie gehört zum Arrondissement Évreux, zum Kanton Saint-André-de-l’Eure und zum Gemeindeverband Agglo du Pays de Dreux.

## Geografie
Ivry-la-Bataille liegt am Ostrand des Départements Eure am Fluss Eure, 64 Kilometer westlich von Paris und 18 Kilometer nordöstlich von Dreux.

## Geschichte
Auf Luftbildern sind Spuren von mehreren Bauwerken zu sehen. Die Bauwerke waren von geraden Gräben umgeben und können ohne Prospektion nicht datiert werden. Meist stammen solche Funde aus gallo-römischer Zeit, sie können aber auch aus der Eisenzeit oder aus dem Mittelalter stammen.
Der erste Seigneur von Ivry-la-Bataille war Raoul d’Ivry († nach 1015). Seine Frau Alberède  ließ die Burg erbauen. Der Tower of London soll nach dem gleichen Bauplan erbaut worden sein. Die Burg wurde 1119 von Ludwig VI. von Frankreich eingenommen, 1193 von Philipp II. von Frankreich und 1418 von John Talbot, 1. Earl of Shrewsbury. Die Burg wurde 1424 auf Befehl von John of Lancaster, 1. Duke of Bedford geschleift. 1449 wurden der Burgwall durch Jean de Dunois nach einer langen Belagerung durch englische Truppen weiter zerstört.
Vor der Schlacht von Ivry hieß die Ortschaft Ivry-la-Chaussée. Nachdem die königliche Armee unter dem Befehl Heinrichs IV. von Frankreich am 14. März 1590 die Heilige Liga unter dem Befehl Charles II. de Lorraine, duc de Mayenne (1554–1611), besiegt hatte, wurde die Ortschaft in Ivry-la-Bataille umbenannt (frz. bataille bedeutet „Schlacht“).
1793 erhielt Ivry-la-Bataille als Ivry im Zuge der Französischen Revolution (1789–1799) den Status einer Gemeinde und 1801 das Recht auf kommunale Selbstverwaltung. Während der Revolutionszeit wurde die Ortschaft in Ivry-la-Hauteur umbenannt.

### Einwohnerentwicklung
Am wenigsten Einwohner hatte das Städtchen im Jahr 1800 (724), seitdem wuchs die Gemeinde und hatte im Jahr 2006 die bisherige Höchstzahl an Bewohnern (2.653).
| Jahr      | 1800 | 1846  | 1876 | 1906  | 1946  | 1968  | 1990  | 2006  | 2018  |
| --------- | ---- | ----- | ---- | ----- | ----- | ----- | ----- | ----- | ----- |
| Einwohner | 724  | 1.004 | 991  | 1.136 | 1.295 | 2.183 | 2.563 | 2.653 | 2.694 |

## Gemeindepartnerschaft
Seit 1981 besteht eine Partnerschaft zwischen Ivry-la-Bataille und Laudenbach in Deutschland.

## Kultur und Sehenswürdigkeiten

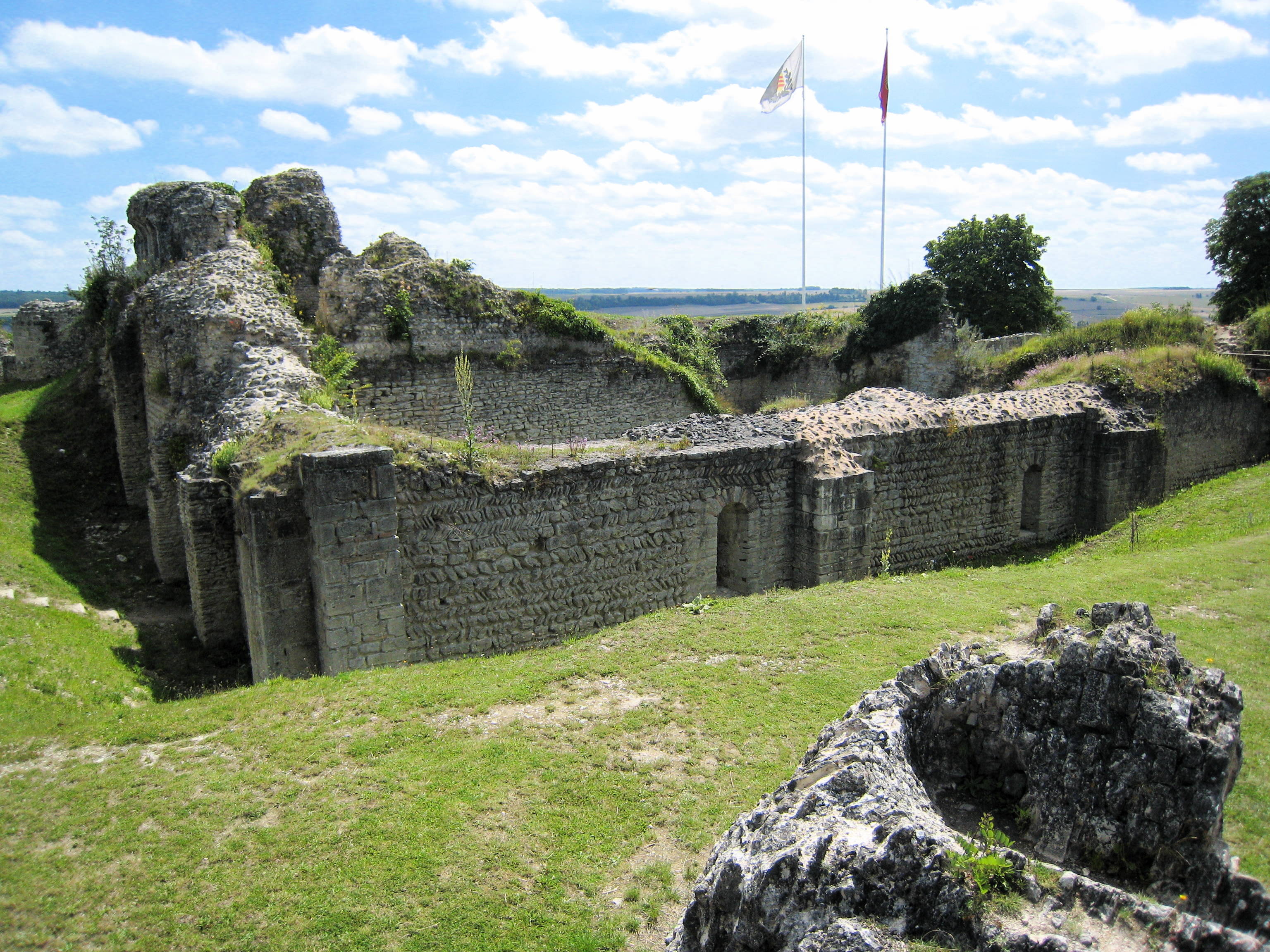
Ruinen des Donjon

Ivry-la-Bataille ist mit zwei Blumen im Conseil national des villes et villages fleuris (Nationalrat der beblümten Städte und Dörfer) vertreten. Die „Blumen“ werden im Zuge eines regionalen Wettbewerbs verliehen, wobei maximal vier Blumen erreicht werden können.
Zum Gedenken der Ermordung Heinrichs IV. im Jahr 1610 fanden im Jahr 2010 Ausstellungen, Konzerte und Führungen statt. Eine ansässige Calvadosbrennerei widmete dem König eine Calvadossorte (cuvée Henri IV).

### Bauwerke
Das sogenannte Maison de Henri IV ist ein Haus aus dem 16. Jahrhundert. Es befindet sich im Privatbesitz und wurde 1932 in das Zusatzverzeichnis der Monuments historiques (historische Denkmale) eingetragen.
Die Burg stammt aus dem 10. Jahrhundert. Sie wird Château d’Ivry oder Château d’Alberède genannt. Sie ist im Besitz der Gemeinde und wurde 1990 als Monument historique eingestuft (classé MH). Seit 1968 sorgt der club d’archéologie d’Ivry-la-Bataille für den Erhalt der Ruinen.
Roger d’Ivry gründete um 1070 ein Benediktinerkloster. Im Laufe der Jahre hatte das Kloster 47 Äbte und wurde mehrfach zerstört und wiedererbaut. 1669 schloss sich das Kloster an die Ordensgemeinschaft der Mauriner an. Während der Französischen Revolution wurde es aufgelöst. Das romanische Eingangsportal, eine Arkade und eine Statue aus dem 12. Jahrhundert wurden 1932 als historische Denkmale klassifiziert. Die Reste des Klosters befinden sich im Privatbesitz.

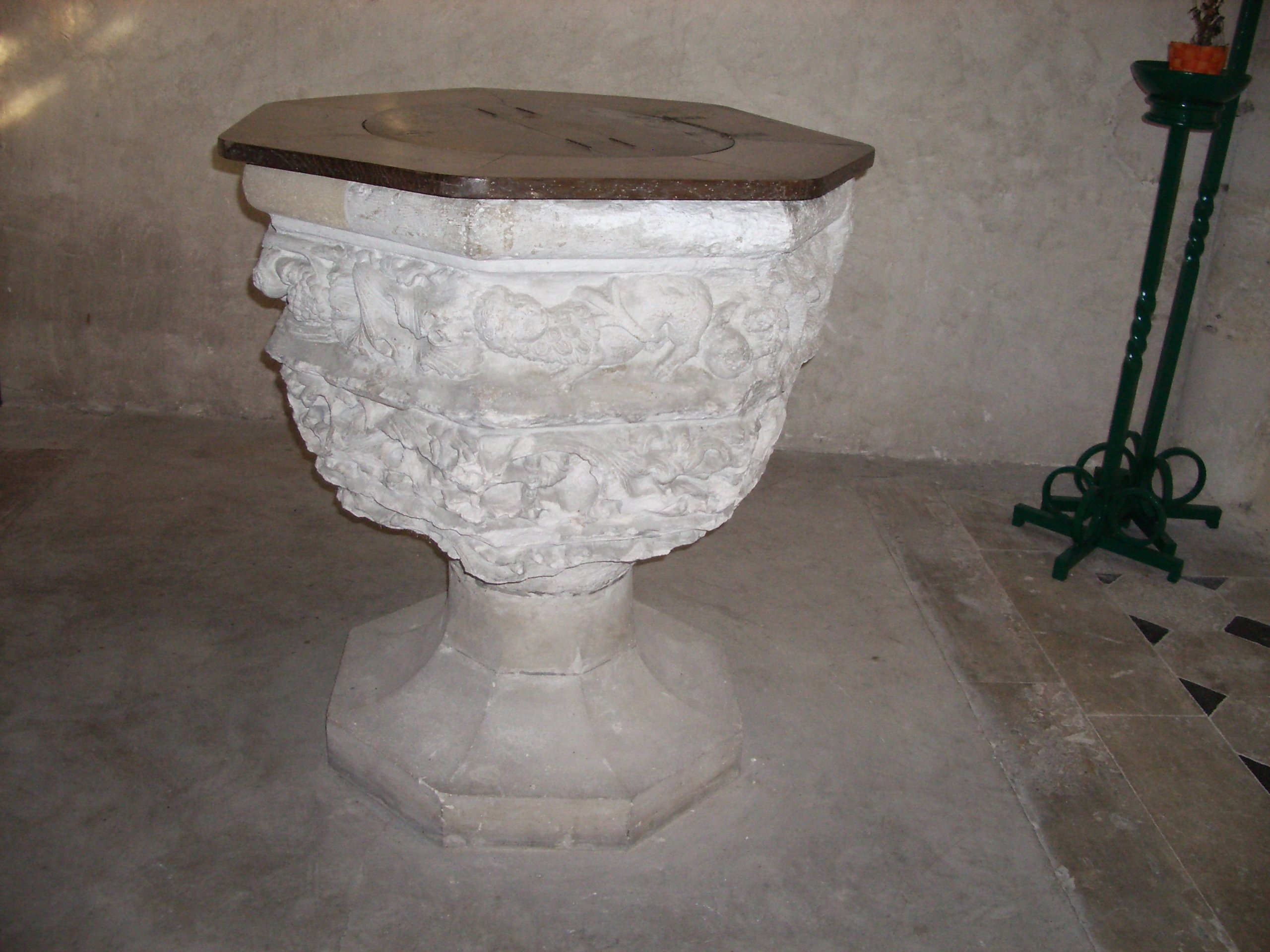
Taufbecken

Die gotische Kirche Saint-Martin stammt aus dem 15. Jahrhundert. Im 17. Jahrhundert wurde das Dach der Kirche nach einem Orkan erneuert. Sie gehört der Gemeinde und wurde 1958 in das Zusatzverzeichnis der Monuments historiques eingetragen (inscrit MH). In der Kirche befindet sich eine steinerne Statue der Jungfrau mit dem Kind, die aus dem Ende des 15. oder Beginn des 16. Jahrhunderts stammt. Es wurde 1974 als historisches Denkmal geschützt. Das ebenfalls denkmalgeschützte Taufbecken stammt aus dem 16. Jahrhundert. Das Becken zeigt Ornamente von Weinranken mit Löwen und Schnecken. An der Kirche kann man noch die Inschrift aus der Revolutionszeit sehen: Temple de la raison et de la philosophie („Tempel der Vernunft und der Philosophie“).

## Wirtschaft
Im 19. Jahrhundert war die Ortschaft für die Herstellung feiner Lederwaren bekannt, es gab neun Gerbereien. Außerdem wurden Musikinstrumente, Kämme, Billardkugeln und Schnürsenkel hergestellt. Es gab drei Getreidemühlen und zwei Lohmühlen zur Herstellung von Eichenlohe. Heute gibt es ein Werk zur Herstellung von Telefonkabeln. Der Tourismus hat an Bedeutung gewonnen, es gibt drei Campingplätze vor Ort.

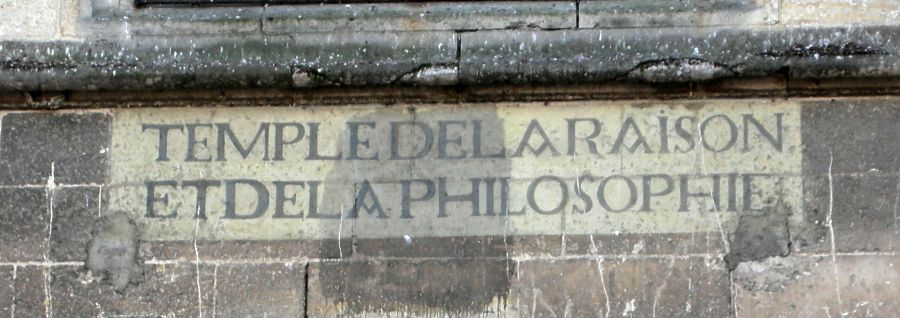
Inschrift an der Kirche

Der Bahnhof von Ivry-la-Bataille wurde ab den 1870er Jahren von der Bahnlinie Elbeuf – Dreux der Compagnie du Chemin de Fer d’Orléans à Rouen („Gesellschaft der Eisenbahn von Orleans nach Rouen“) angefahren. Die Bahnlinie gehörte ab 1891 der Chemins de Fer de l’Ouest („Eisenbahn des Westens“). Sie wurde im 20. Jahrhundert geschlossen und in einen Voie verte verwandelt. Der Voie verte („grüner Weg“) wird als Radfahr- und Wanderweg genutzt.
Auf dem Gemeindegebiet gelten geschützte geographische Angaben (IGP) für Schweinefleisch (Porc de Normandie), Geflügel (Volailles de Normandie) und Cidre (Cidre de Normandie und Cidre normand).

## Persönlichkeiten
- Raymond Bussières (1907–1982), Schauspieler (zum Beispiel in Brust oder Keule als Chauffeur von Duchemin), Drehbuchautor und Produzent[4]